# 30 (število)
30 (trídeset) je naravno število, za katero velja 30 = 29 + 1 = 31 - 1.

## V matematiki
- sestavljeno število.
- najmanjše klinasto število.
- najmanjše Giugajevo število.
- četrto kvadratno piramidno število {\displaystyle 30=4(4+1)(2\cdot 4+1)/6\,\!}, oziroma vsota kvadratov prvih štirih števil:

{\displaystyle 30=1^{2}+2^{2}+3^{2}+4^{2}\,\!}.
- peto obilno število {\displaystyle \sigma ^{*}(30)=1+2+3+5+6+10+15=42>30}.
- šesto podolžno število {\displaystyle 30=5\cdot 6=0+2+4+6+8+10\;\,}.
- šesto Zumkellerjevo število.
- Harshadovo število.

## V znanosti
- vrstno število 30 ima cink (Zn).

## Drugo
- meseci april, junij, september in november imajo 30 dni.

### Leta
- 430 pr. n. št., 330 pr. n. št., 230 pr. n. št., 130 pr. n. št., 30 pr. n. št.
- 30, 130, 230, 330, 430, 530, 630, 730, 830, 930, 1030, 1130, 1230, 1330, 1430, 1530, 1630, 1730, 1830, 1930, 2030, 2130